# Libros sapienciales

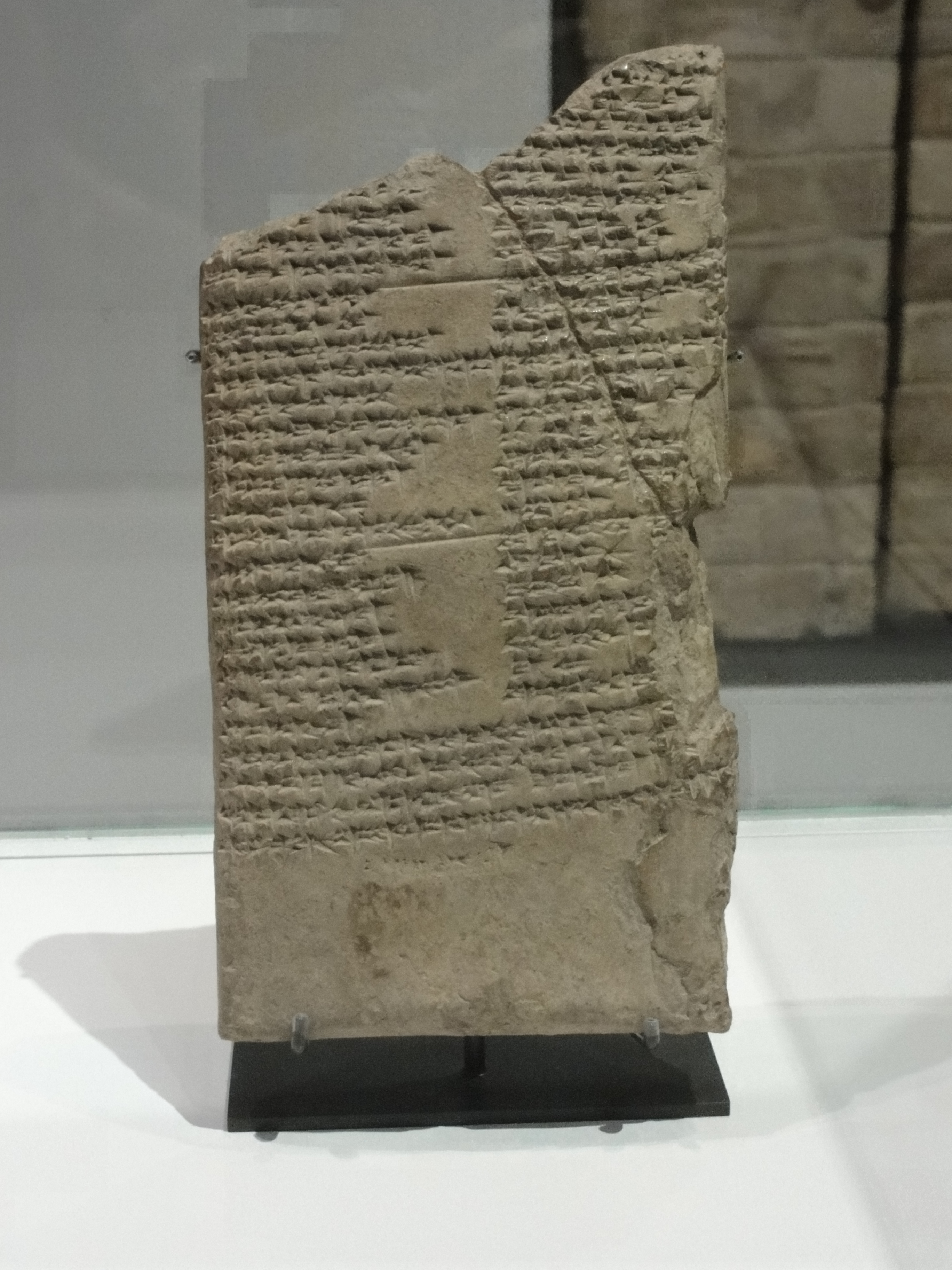
Tablilla del Diálogo entre un hombre y su Dios, c. siglos XIX–XVII a. C., Museo del Louvre.

Se denominan Libros sapienciales o Libros de la sabiduría a un subconjunto de libros del Antiguo Testamento.
Según el canon católico y ortodoxo son siete, mientras que para la mayoría de iglesias protestantes y restauracionistas son cinco. En el judaísmo se clasifican por otros esquemas, aunque todos los sapienciales forman parte de los Ketuvim o «Escritos».

## Libros sapienciales
En los cánones hebreo y alejandrino:
- Job
- Salmos
- Proverbios
- Eclesiastés
- Cantar de los Cantares (también conocido como Cantares o Cantares de Salomón).

Exclusivos del canon alejandrino:
- Libro de la Sabiduría (también conocido como Sabiduría de Salomón).
- Libro de la Sabiduría de Jesús ben Sirá (también conocido como Eclesiástico y como Sirácida).

En el Cristianismo, todas las tradiciones incluyen en el Antiguo Testamento a los libros de la primera lista, mientras que algunas tradiciones les añaden los libros de Sabiduría y Sirácida, siendo estos parte de los libros deuterocanónicos.

## Antiguo Oriente
La literatura sapiencial fue rica en expresiones en todo el Antiguo Oriente. A lo largo de su historia, en el Antiguo Egipto se produjeron los Sebayt. En Mesopotamia, desde la época de los sumerios, están atestiguadas composiciones de proverbios, fábulas o poemas sobre el sufrimiento, del tipo del Libro de Job. Sin embargo, los asirios y babilonios del período más antiguo de su civilización solían orar con estos textos, pronunciándolos en forma de himnos o letanías (lamentaciones). El Himno a Atón, probablemente escrito por Ajenatón, el faraón que primero impuso la religión monoteísta en el Antiguo Egipto, según algunos estudiosos, habría inspirado el Salmo 104.